# Périgny (Charente-Maritime)
Périgny is een gemeente in het Franse departement Charente-Maritime (regio Nouvelle-Aquitaine). De gemeente telde 8.802 inwoners op 1 januari 2022. De plaats maakt deel uit van het arrondissement La Rochelle.

## Geschiedenis
Onder het ancien régime woonde de heer van Périgny in het kasteel van Coureilles. Van dit kasteel resten enkel twee torens.
De gemeente telt van oorsprong twee dorpskernen: Périgny en Rompsay. Vanaf de jaren 1960 is de gemeente in snel tempo verstedelijkt als voorstad van La Rochelle.

## Geografie
De oppervlakte van Périgny bedroeg op 1 januari 2022 10,78 vierkante kilometer; de bevolkingsdichtheid was toen 816,5 inwoners per km².
De onderstaande kaart toont de ligging van Périgny met de belangrijkste infrastructuur en aangrenzende gemeenten.

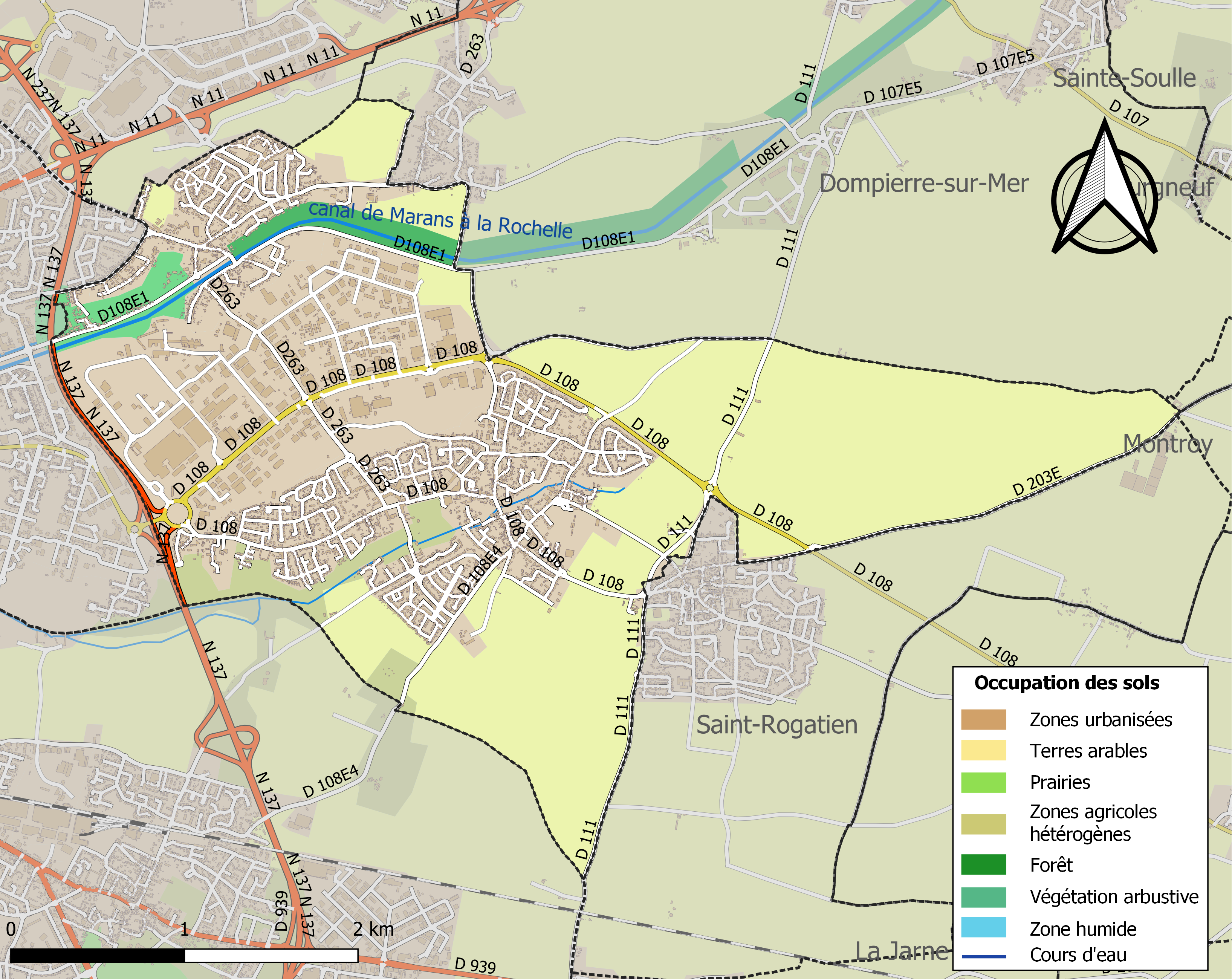

## Demografie
Onderstaande figuur toont het verloop van het inwonertal (bron: INSEE-tellingen).